# Штрейзелькухен

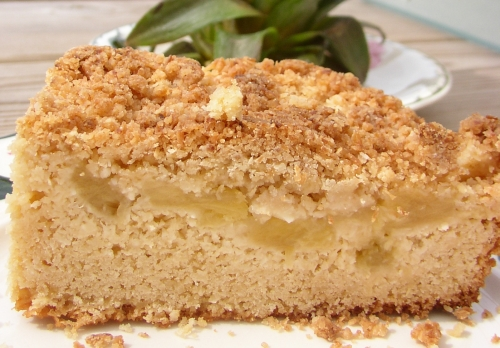
Порция ананасово-кокосового штрейзельного пирога

Штре́йзелькухен, штро́йзелькухен, штрейзельный пирог, пирог с посыпкой (нем. Streuselkuchen) — общее название популярной выпечки в Верхней Силезии. Традиционное блюдо польской и немецкой кухни, а также кухни ашкеназских евреев.

## Традиционный вид и приготовление
Штрейзелькухен можно назвать одной из региональных разновидностей польского традиционного калача, его выпекают не только для ежедневного употребления, но как обрядовую выпечку. Наиболее популярными разновидностями пирога являются: россыпной пирог (без начинки), творожный пирог, маковый или яблочный пирог. Согласно традиции все виды такого пирога являются все равно силезским пирогом, а не как другими блюдами, на которые он может быть похожим. Основной спецификой и отличием от другой выпечки является его форма. В отличие от старинной традиции в Польше выпекать выпечку круглой формы в XIX веке в Силезии все чаще начали выпекать пироги прямоугольной формы, что и стало характерным для этого пирога. Это изменение произошло по практическим соображениям — поскольку вместо печей старой формы хозяйки все чаще начали готовить с помощью домашних духовок, с целью сэкономить место деки круглой формы заменили деками прямоугольной формы, в которых теперь выпекались пироги. Ещё одной характерной особенностью блюда является специфическая посыпка, это отличает его от подобных хлебобулочных изделий из других частей Польши, однако одновременно увеличивает тяжесть выработки такого пирога. Силезский пирог имеет характерный для него масляный запах, его консистенция также немного более мягкая и высота меньше, если сравнивать его с другими традиционными польскими пирогами.
Размер листового пирога, выпекаемого на стандартных противнях, обычно сразу после выпекания 40 × 60 см (±5 см) и высотой примерно 3.5 см (±0.5 см). Масса уже готового изделия может составлять 5—6 кг. Обычно пирог перед употреблением режется на куски, размер которых может составлять 4-6 см на 4-6 см.
Сам по себе пирог может быть как с начинкой, так и без неё. При этом такой продукт в сечении выглядит как однослойный дрожжевой корж, который на верху имеет характерную посыпку. Более популярный вариант пирога с внутренним наполнением содержит три слоя, где внутренним слоем является творожная, маковая или яблочная начинка. Коржики имеют характерный кремовый цвет, а цвет начинки зависит от её состава.

## История
Традиция выпечки калачей в Силезии достигает времен Средневековья, тогда к изделиям из теста крестьяне и жители городов относились уважительно согласно христианским традициям и выпекали для праздников, особых дней, в частности, таких как свадьба. Первые записи, вспоминающие выпекание силезского калача в регионе Силезии датируются XVIII веком, а первые рецепты, касающиеся пирога, можно найти напечатанными в печатных изданиях 30-х годов XX века.
Пирог был широко распространен во всей Силезии, как в местах, где проживали поляки, так и немцы и его неоднократно выпекали как в частных хозяйствах, так и на ярмарках. Немецкий поэт Йозеф фон Айхендорф в своём письме в августе 1857 года писал: «Сегодня приходской фестиваль, поэтому на завтрак был россыпной пирог». Силезский поэт Герман Баух (1856—1924) даже посвятил ему поэму «Sträselkucha».

## Подтверждение географического происхождения
Штрейзелькухен был официально объявлен региональным продуктом в Европейском союзе. После 4 лет исследований Европейская комиссия записала его в список традиционных продуктов Европы.